# American Losers
American Losers er en dokumentarfilm instrueret af Ada Bligaard Søby efter eget manuskript.

## Handling
Der findes få steder som New York, hvor grænsen mellem 'vindere' og 'tabere' er mere flydende eller levende. Hvem er vindere, og hvad definerer en taber? Filmens to hovedpersoner, Kimberle og Kevin, vil af mange måske blive opfattet som tabere, men for filmens instruktør, Ada Bligaard Søby, er de det modsatte; de er hendes private venner, men også hendes ultimative helte. Kimberle er en håbefuld rockstjerne fra Bibelbæltet, der arbejder hårdt for at realisere sit projekt, mens hun samtidig ikke kan betale sine regninger. Kevin har isoleret sig i en skov, hvor han gennem studier søger svar på filosofiske spørgsmål. Begge er de et sted i livet, hvor mange jævnaldrende har villa, volvo, vovhund og pensionsopsparing klar i ærmet, men Kimberle og Kevin er bare det, man kalder 'et helt andet sted'. På nogle områder kæmper de en indædt kamp, og på andre områder giver de frivilligt op. Som veninde er instruktøren helt inde i en fortroligheds-sfære, hvor ingen behøver at forsvare eller forklare sig. Og der opstår en intimitet, der tvinger tilskueren til at reflektere over vores egen indbyggede trang til at vurdere mennesker og deres 'livsduelighed' på de resultater, de har bragt med sig igennem livet. Filmen er en hyldest til modet til at leve uden hensyntagen til almindelige småborgerlige krav om succes, til glæden ved at være midt i processen - også der, hvor den ikke giver mening - og til en by med en tolerance ud over det sædvanlige. Med musik af Devendra Banhart og A Place To Bury Strangers.